# Nuraminis
Nuraminis är en ort och kommun i provinsen Sydsardinien i regionen Sardinien i sydvästra Italien. Kommunen hade 2 524 invånare (2017).